# Ignacio Elizondo
Francisco Ignacio Elizondo Villarreal (Salinas Victoria, 9 marzo 1766 – San Marcos, 2 settembre 1813) è stato un generale spagnolo che partecipò alla guerra d'indipendenza del Messico. Divenne celebre per aver catturato i capi rivoluzionari messicani.

## Biografia

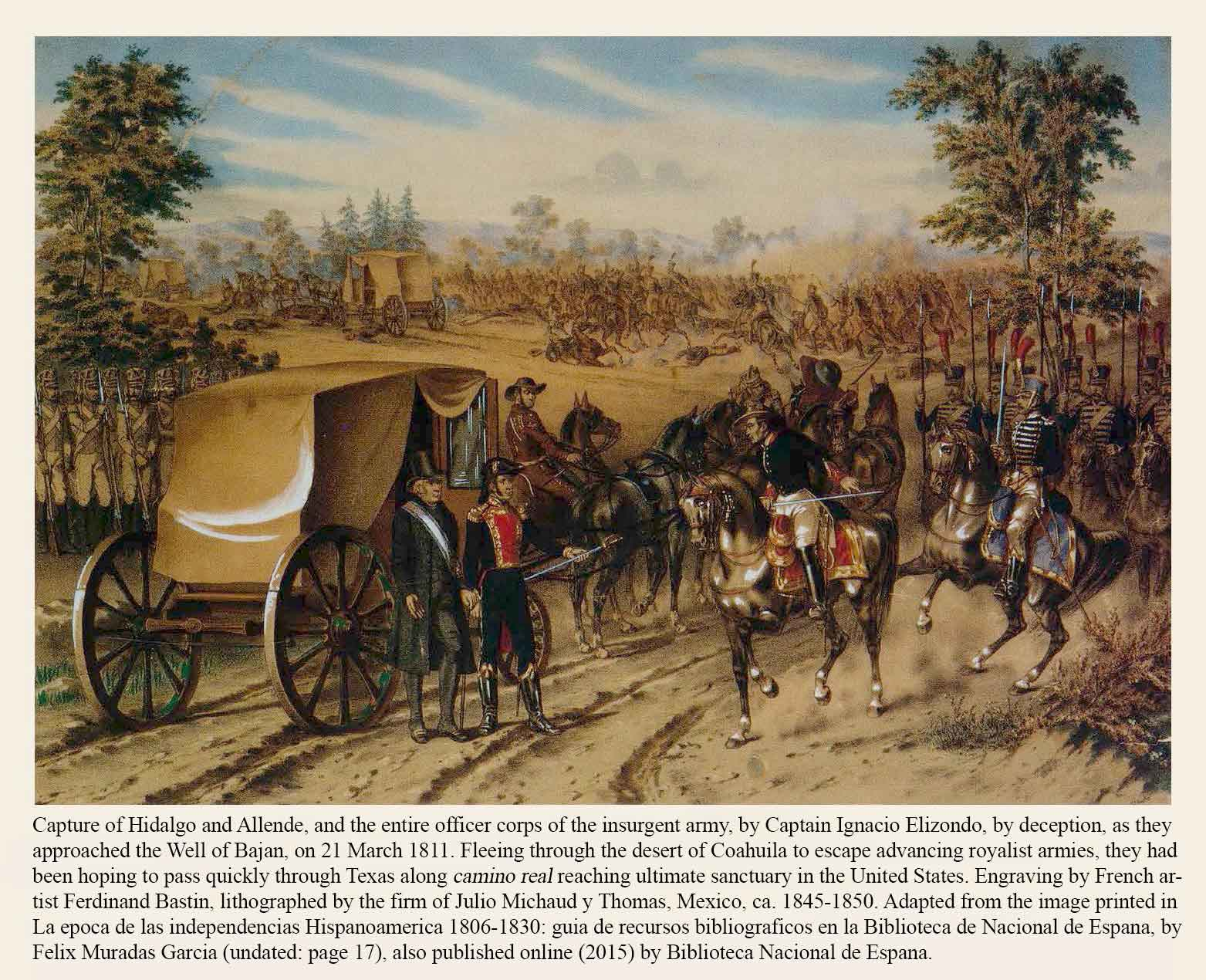
Il colonnello Elizondo cattura i capi della rivoluzione messicana presso i pozzi di Bajan il 21 marzo 1811.

Ignacio Elizondo nacque a Nuestra Señora de Guadalupe de Salinas, ora Salinas Victoria, in quello che al tempo era il Nuovo Regno del Leon, facente parte del Vicereame della Nuova Spagna. Di origini spagnole e basche, i suoi genitori erano José Marcos de Elizondo e María Josefa de Villarreal.
Trascorse la giovinezza nel villaggio di Pesquería Grande, oggi Garcia nello stato messicano del Nuevo León, dove il padre, un ricco proprietario terriero, possedeva numerose haciendas. Nel 1787, a soli ventun anni, si sposò con María Gertrudis, la quale morì il 6 marzo 1797 dando alla luce il loro figlio, José Rafael Eusebio.
Iniziò la carriera militare nel 1798, quando divenne tenente della milizia provinciale di Pesquería Grande.
La sua vittoria fu ampiamente celebrata dai realisti e il re Ferdinando VII lo elevò al rango di generale dell'armata realista. La sua fortuna, però, non durò a lungo. Cercò di riportate dalla parte lealista molte città della Nuova Spagna, anche con arresti indiscriminati e torture dei prigionieri, ma questo fece di lui un bersaglio per i rivoluzionari messicani. Fu ferito mortalmente dal tenente Miguel Serrano mentre dormiva nel suo accampamento lungo il Rio Brazos. Portato a San Marcos, vi morì e fu sepolto alcuni giorni più tardi.